# Quartier du lycée de Dositej
Le quartier du lycée de Dositej (en serbe cyrillique : Подручје око Доситејевог лицеја ; en serbe latin : Područje oko Dositejevog liceja), est un quartier de Belgrade, la capitale de la Serbie. Il est situé dans la municipalité de Stari grad. En raison de sa valeur architecturale, notamment des constructions datant des XVIIIe et XIXe siècles, l'ensemble est inscrit sur la liste des entités spatiales historico-culturelles d'importance exceptionnelle de la République de Serbie (identifiant no PKIC 18) et sur la liste des biens culturels de la Ville de Belgrade.

## Emplacement
Le quartier autour du lycée de Dositej est situé dans la vieille ville de Belgrade sur une pente descendant vers le Danube, à la lisière de l'ancienne bourgade de Šanac. Le quartier est situé entre les rues Kralja Petra, Gospodar Jovanova, Kapetan Mišine, Simine, Braće Jugovića, Zmaj Jovina, Studentskog trga et Zmaja od Noćaja,.

## Historique

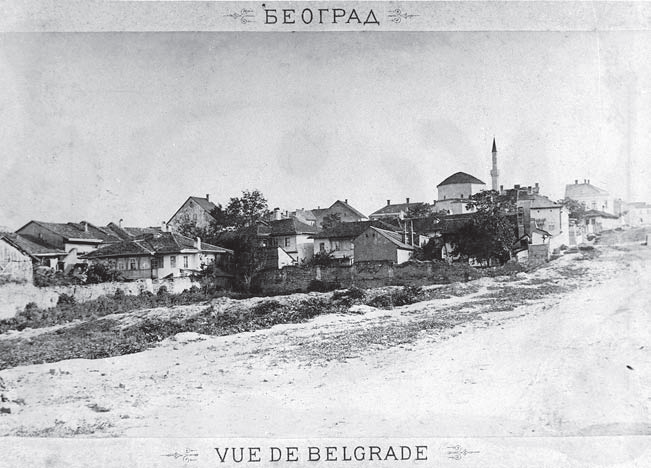
Le quartier près de la mosquée Bajrakli en 1895

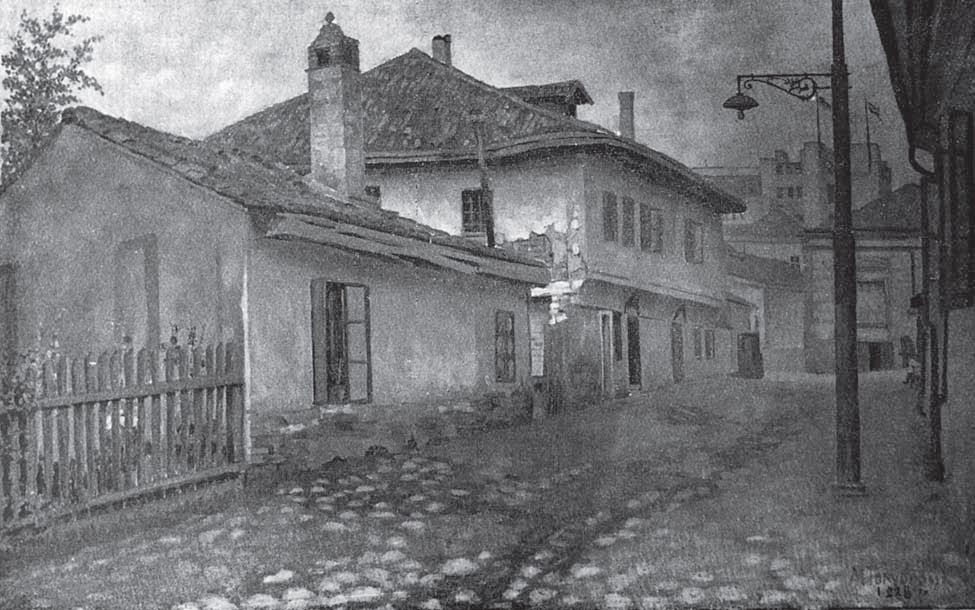
Vue du quartier en 1928

En-dessous de l'actuel complexe urbain se trouvent des vestiges de la période romaine remontant à une période allant du IIe au IVe siècle, dont ceux d'une localité civile et d'une nécropole ; ces ruines font partie de l'ensemble de Singidunum, qui est inscrit sur la liste des sites archéologiques protégés du pays (identifiant no AN 8),.
Comme un grand nombre d'ensembles urbains de la capitale serbe, il a été construit au tournant des XVIIIe et XIXe siècles et il conserve des caractéristiques de l'urbanisme ottoman. Dans ce complexe protégé par la loi jusqu’aujourd’hui sont conservés les lignes initiales de régulation et des bâtiments d’une exceptionnelle valeur urbanistique, architecturale et culturo-historique. À certains d’entre eux est liée la formation et le fonctionnement des institutions les plus importantes en Serbie du temps du Premier soulèvement serbe, le Conseil d'administration (Praviteljstvujušči sovjet), comme premier gouvernement du soulèvement et la Grande École , ainsi que les premières institutions d’éducation supérieures. À ces bâtiments sont attachés les noms des figures marquantes de l’histoire et de la culture serbe, les éducateurs Dositej Obradović et Vuk Stefanović Karadžić. Les communications originales héritées dans la direction de prolongements des rues, avec leurs noms sont attachés aux noms d’importantes personnalités issues de la lutte pour la libération du peuple serbe : Stojan Čupić, Filip Višnjić, Ivan Jugović, Jevrem et Jovan Obrenović, Sima Nešić et Miša Anastasijević. « Le quartier autour du lyceum de Dositej » est nommé patrimoine culturel en 1989 puis bien culturel de grande importance en 1990. En plus de ces cinq blocs, encore deux blocs urbains entre les rues Zmaja od Nocaja, Cara Urosa, Gospodar Jovanove et Kralja Petra sont nommés bien culturels en 1999 et forment un environnement protégé des entités culturelles et historiques spatiale du « quartier autour du lyceum de Dositej ».
La variété stylistique, la variété des hauteurs, les irrégularités et le contraste distinguent le fond architectural des sept blocs de cet ensemble.
Exemples d’architectures islamique, orientalo-balkanique jusqu’aux exemples de transition de l’architecture balkanique à l’architecture européenne sont conservés, ainsi que les bâtiments dans le style du néoclassicisme (académisme), du romantisme, du modernisme et les édifices de l’architecture contemporaine.
Les rares maisons de plain-pied et d’un étage recréent l’ambiance de la vieille ville de Belgrade, tandis que les plus nombreuses bâtisses de quatre étages dans le style moderne et de l’académisme indiquent le remarquable développement de Belgrade entre les deux guerres mondiales.
Quelques bâtiments à plusieurs étages de l’architecture moderne construits entre la septième et la huitième décennie du XXe siècle jusqu’au début du XXIe, font un contraste frappant par rapport aux édifices construits plus tôt. Dans le cadre de cet ensemble spatial historico–culturel et son environnement protégé, certains bâtiments sont individuellement nommés pour monument culturel en raison de leur grande importance. Ils sont principalement groupés le long de la rue Gospodar Jevremova, qui a conservé le tracé de l’une des voies importantes de l’Antiquité et du Moyen Âge.

## Quelques curiosités

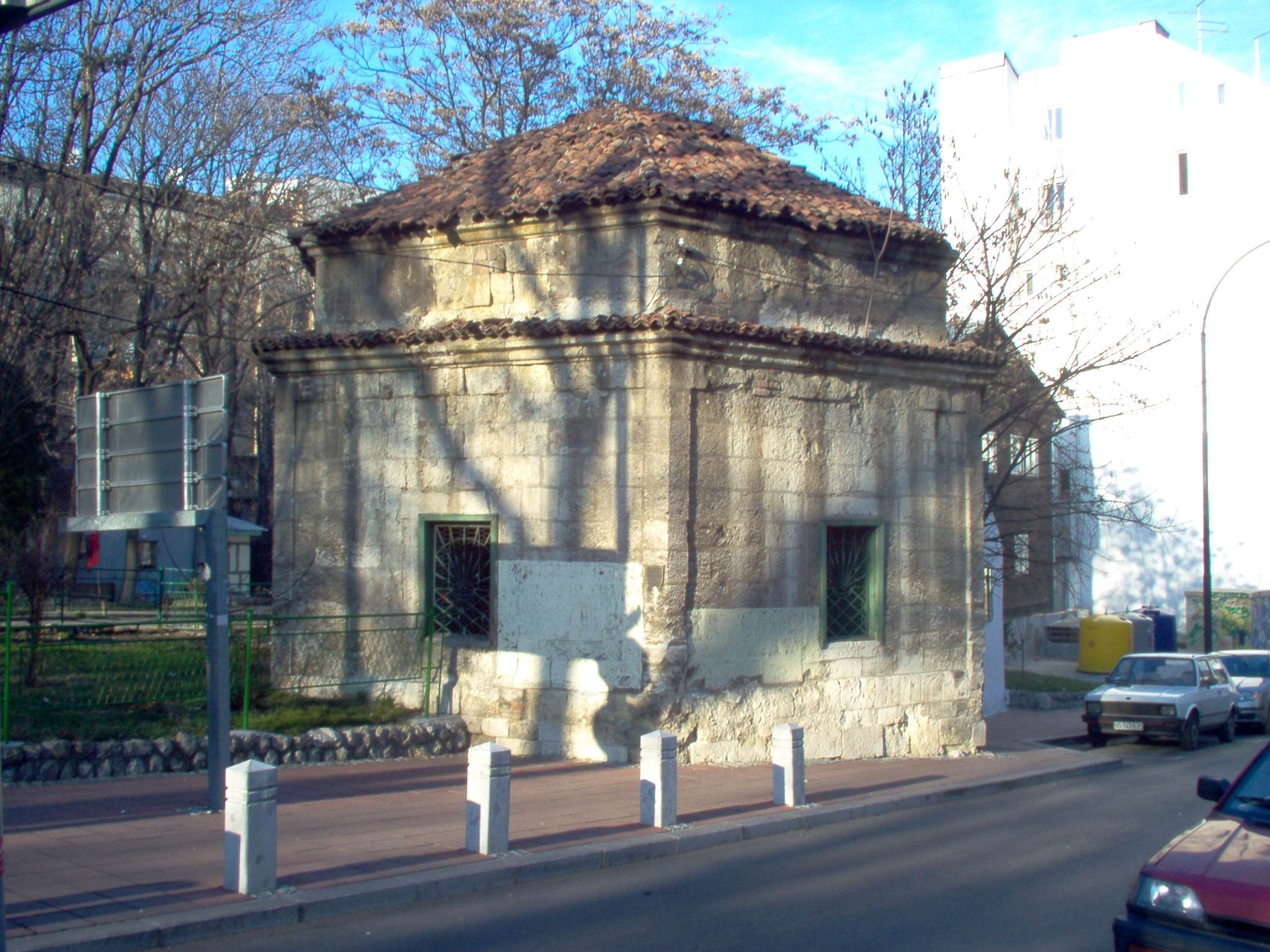
Le turbe du cheikh Mustafa, rue Višnjićeva

Dans le quartier, rue Gospodar Jevremova, se trouve le lycée de Dositej (en serbe : Dositejev licej), une maison typique du style balkanique qui a abrité la Grande école (Velika škola), fondée en 1808 par Dositej Obradović ; ce fut le premier établissement d'études supérieures de Serbie et l'origine de la future Université de Belgrade ; l'ancienne école abrite aujourd'hui le musée de Vuk et Dositej. Dans la même rue, deux bâtiments situés aux n° 19 et 22 remontent à la seconde moitié du XVIIIe siècle et la maison Arambašić (Arambašićeva kuća) au début du XXe siècle. Rue Višnjićeva se trouve le turbe du cheikh Mustafa, construit en 1793 et 1784 ; il est inscrit sur la liste des monuments culturels de grande importance de la République de Serbie.

### La Mosquée Bajrakli

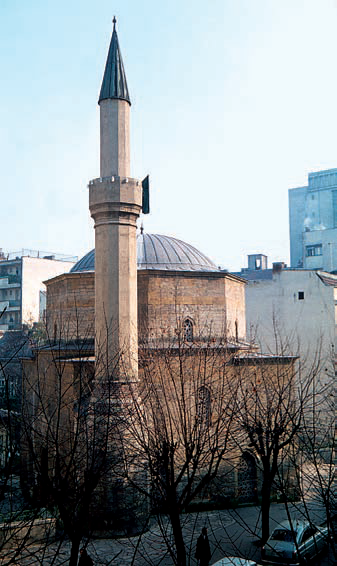
La Mosquée Bajrakli, S. Negovanović

La Mosquée Bajrakli  dans la rue Gospodar Jevremova n°11 est construite entre 1660 et 1688 comme la fondation du sultan Soliman II. Elle représente le seul bâtiment conservé de l’architecture religieuse turque à Belgrade. Le nom date des années quatre-vingt du XVIIIe siècle, lorsque le drapeau sur la mosquée avait marqué de début de la prière. Au cours de la domination autrichienne 1717-1739, elle était transformée en une église catholique. Avec le retour des Turcs elle est reconstruite en mosquée. La décoration intérieure est très modeste. Les ouvertures sur le bâtiment se terminent en arcs en ogive. La mosquée est nommée monument culturel en 1946, puis patrimoine culturel de la grande importance en 1979.

### Grande École du Professeur Ivan Jugović

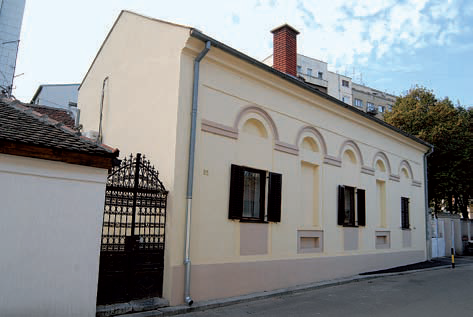
La rue Gospodar Jevremova n°22, S. Negovanović

La bâtisse initiale de la Grande École est située dans le bâtiment arrière dans la rue Gospodar Jevremova n°22, construite dans la seconde moitié du XVIIIe siècle. La Grande École, la première institution d’éducation supérieure en Serbie a été ouverte en 1808, avec un discours solennel de Dositej Obradović. Son fondateur et premier professeur était Ivan Jugović , greffier et secrétaire du Conseil d’Administration, diplomate et Ministre de l’Éducation après Dositej Obradović. L’immeuble de la rue a été construit en 1862 et est lié à l’histoire du conflit entre les Serbes et les Turcs.
Le bâtiment du lycée de Dositej dans la rue Gospodar Jevremova n°21 a été construit entre 1739 et 1789. Il est l’un des plus anciens édifices utilisé à des fins de logements à Belgrade. Il se trouve au centre de ce quartier, qui est nommé d'après lui. Le bâtiment a conservé les caractéristiques de l’architecture orientalo-balkanique avec les baies vitrées au premier étage et le traitement spécifique de la façade. Il est construit en bois avec un remplissage en brique au mortier de chaux et recouvert de tuiles.
Au début du XIXe siècle une salle secondaire de conduit de cheminée a été ajouté. La maison clôturée par un mur de pierre évoque l’ambiance de cette époque et le statut social élevé des propriétaires. Il représente le plus haut niveau de l` architecturale de la classe riche de la population turque après la fin des guerres austro-turques et avant le début du soulèvement armé de la population serbe. Entre 1809 et 1813 dans ce bâtiment avait continué à fonctionner la Grande École du professeur Ivan Jugović. Aujourd’hui il abrite le Musée de Vuk et Dositej.

### La Maison de Božić

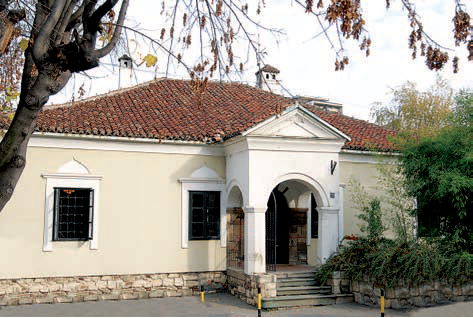
La Maison de Božić, S. Negovanović

La maison de Božić dans rue Gospodar Jevremova n°19 de la fin du XVIIIe siècle représente un édifice important le l’architecture orientalo-balkanique, formé dans la reconstruction en 1836. Il a servi de maison à Miloje G. Božić , commerçant et associé d’affaire du prince Miloš Obrenović, qui a terminé la Grande Ecole. Il a une entrée couverte (un portique) et du côté opposé, à l’arrière de la maison une saillie caractéristique de la niche. À partir de la troisième décennie du XXe siècle, la maison était à un moment l’appartement et l’atelier du sculpteur Toma Rosandić, et plus tard appelée « La Maison Artistique » dans laquelle plusieurs artistes connus vivaient et travaillant. Depuis 1955, la maison abrite le Musée des arts de la scène. La maison est nommée monument culturel en 1946 et en 1979 patrimoine culturel de la grande importance.

### Le Turbe du Sheikh Mustafa

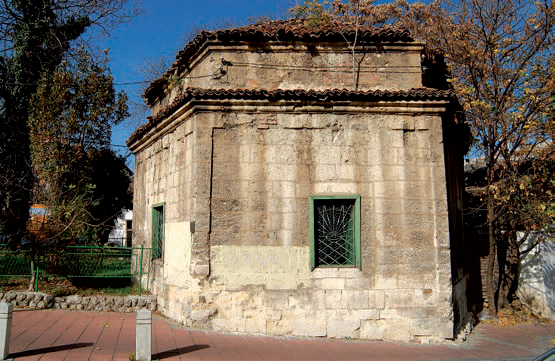
Le Turbe du Sheikh Mustafa, S. Negovanović

Le Turbe du cheikh Mustafa  dans la rue Visnjiceva n°1 de 1783 et les murs du sous-sol du bâtiment voisin sont les seuls vestiges du complexe fortifié de la Tekke islamique (monastère d’ordre monastique derviche) du Sheikh Mohammed Hajji du milieu du XVIIe siècle.
Dans ce bâtiment de plain-pied, qui a été démoli en 1892, entre 1808 et 1813 siégeait le premier gouvernement insurgé serbe, le Conseil d'administration. Une courte durée y vivait Dositej Obradović, grand écrivain serbe et éducateur, membre du Conseil et le premier Ministre de l’Éducation. Dans le Mausolée se trouvait d’abord la tombe du Sheikh de Tekkie. Mustafa, de l’ordre des derviches saoudiens. Après, deux autres agents de Tekkie y étaient enterrés. Le Turbe du Sheikh Mustfa  a été nommé monument culturel en 1948, puis patrimoine culturel de la grande importance en 1979.

### La maison du sculpteur Dragomir Arambašić

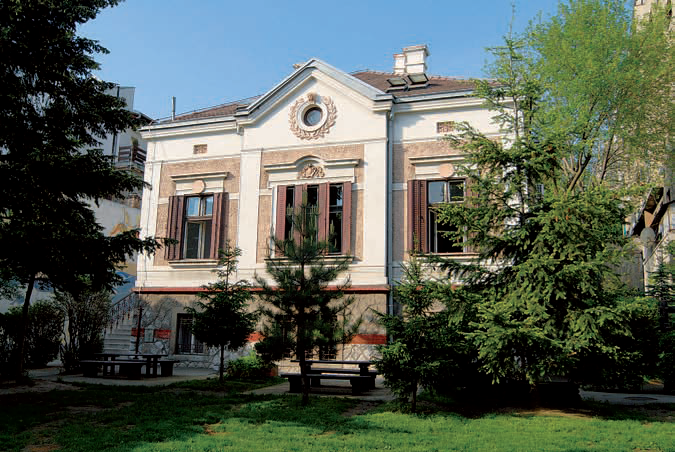
La maison de Dragomir Arambašić, S. Negovanović.

La maison du sculpteur Dragomir Arambašić , dans la cour de la rue Gospodar Jevremova n°20, a été construite en 1906 et conçu par l’architecte éminent Branko Tanazević.
Elle est faite dans le style académique, avec des éléments de la sécession dans la décoration et le traitement des façades. Située au cœur du quartier, près des bâtiments les plus anciens, elle représente l’architecture moderne du début du XXe siècle et montre la continuité du développement de l’architecture de Belgrade d'orientalo-balkanique, vers européenne. Aujourd’hui, la maison fait partie de l'école maternelle « Papillon ». Elle est nommée monument culturel en 1987.
Les maisons de plain-pied dans la rue Gospodar Jevremova n°24, la rue Višnjićeva n°2, 2a, 2b, la rue Simina n°1, 3, 5 et 7, même construites à des moments différents, ont une valeur commune dans la préservation de l’ambiance du vieux Belgrade et la connexion de toutes les couches de construction de ce complexe protégé. Des bâtiments qui existaient autrefois dans ce domaine, il ne faut pas oublier: la mosquée de l’aga Kizlar (le bâtiment de la police turque) dans la rue Braće Jugović n012, de la fin du XVIe et début XVIIe siècle ; puis la maison de Uzun Mirko Apostolović en dessous de la Tekkie dans la rue Visnjićeva, du XIXe siècle ; ensuite la mosquée de Mustafa Hajji Ćebedžija à Gospodr Jevremova n°31 du XVIe siècle ; la maison à la rue Kosačina n°1, à Gospodar Jevremova n°15, la résidence de Hajji Ridžal de la fin du XVIIIe siècle à la place de laquelle, plus tard au XIXe siècle a été érigée un grand bâtiment d’un étage dans lequel avait été le siège de la Police et de l’Administration de la ville de Belgrade, où était le célèbre prison Glavnjača. Le bâtiment se situait à la place de l’actuelle Faculté des mathématiques. Les édifices conservés, en raison de l’importance multi-couches, de la qualité architecturale et urbaine font partie des monuments les plus précieux de Belgrade et de Serbie.
Dans le cadre de ces sept blocs de l’entité culturelle et historique et de son environnement protégé se situent aussi : la Galerie des fresques, le Musée historique juif, l’école primaire « Mika Petrovic Alas » et l’hôtel Royal.

## Galerie

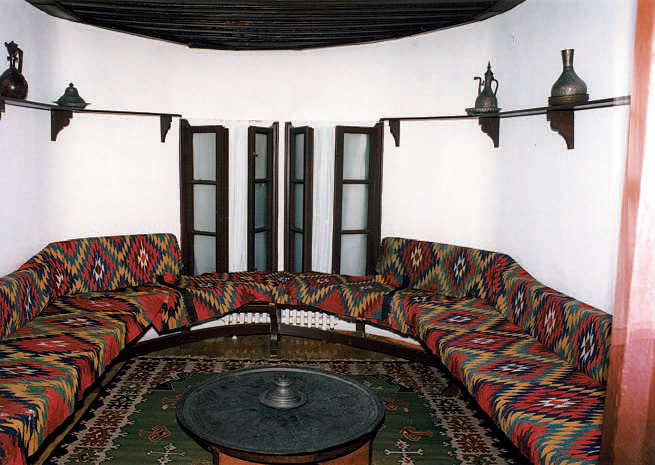
l'intérieur, les vérandas, S. Negovanović
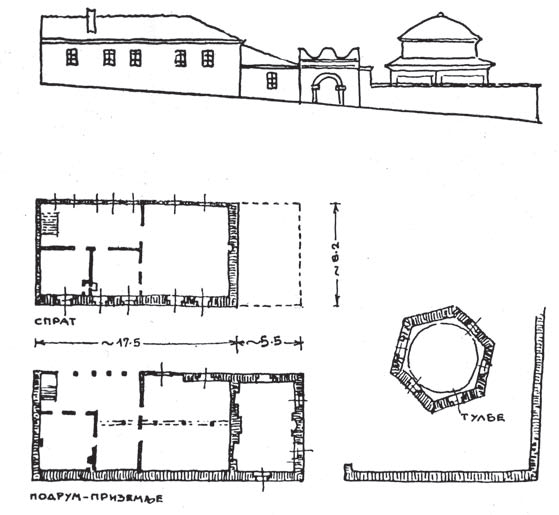
Le Turbe du Sheikh Mustafa, selon les plans de l’ingénieur Čuković
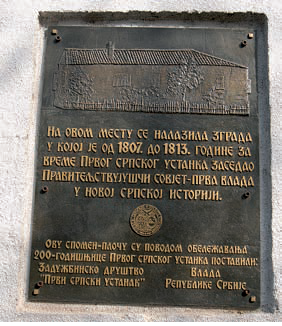
La plaque commémorative sur le lieu de monastère derviche, S. Negovanović
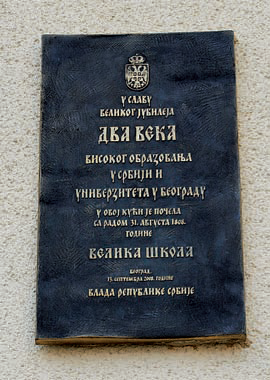
La Plaque commémorative Grande Ecole, S. Negovanović
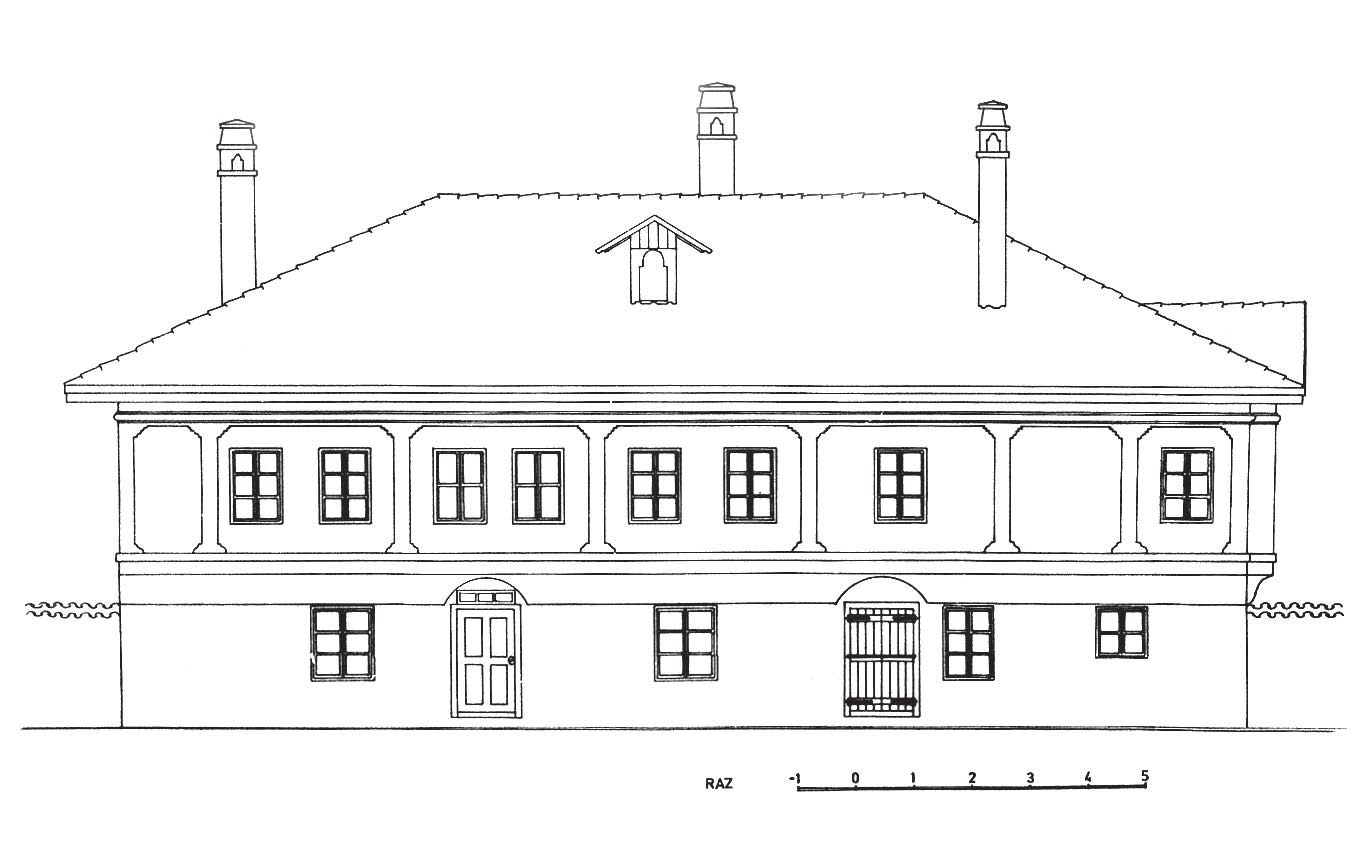
Dessin de la façade sur rue, la documentation de l'Institut

## Sources
- A.Gavrilović, la Grande Ecole de Belgrade 1808-1813, Belgrade 1902
- M.S.Petrović, Belgrade il y a cent ans, Belgrade, 1930.
- L.Arsenijević Batalaka, la Grande Ecole, Dans le Vieux Belgrade des récits de voyage et des mémoires, Belgrade 1951.
- Kosta N.Hristić, Grande école pendant les années soixante-dix, Dans le vieux Belgrade à partir de récits de voyage et des mémoires, Belgrade 1951.
- D.M.Jovanović, Du passé récent de Belgrade, Annuaire du Musée de la Ville III, Belgrade 1956.
- Belgrade au XIXe siècle, Musée de la Ville de Belgrade, catalogues d'exposition, vol. 5 1967.
- Belgrade dans les mémoires, SKZ, Belgrade en 1983.
- Ž.Đorđević, La fontaine de Čukur 1862, Belgrade 1983.
- Lj.Čubrić, Le Musée de Vuk et Dositej, Belgrade 1994.
- L’Histoire de Belgrade, SASA, Institut des études balkaniques, édition spéciale, vol. 62, 1995.
- M.Ilić Agape, L’ Histoire illustrée de Belgrade, Belgrade 2002.
- M.Gordić, la Grande Ecole de 1808 à 1813, Belgrade 2004
- M.Đ.Milićević, Notes topographiques, Dans le Vieux-Belgrade - récits de voyage du XIXe siècle, Belgrade 2005
- S. et D.Vicić, Salutations de Belgrade 1895 - 1941, vol. 1, Belgrade 2008.
- Documentation de l'Institut de protection des monuments culturels